# Schippach (Erf)
Der Schippach ist ein knapp 6 km langer Bach des Odenwaldes im bayerischen Landkreis Miltenberg. Nach einem nordwärts orientierten Lauf meist im Gebiet der Stadt Miltenberg mündet er am unteren Ortsrand des namengebenden Dorfes der Gemeinde Eichenbühl von links in die untere Erf.

## Geographie

### Verlauf
Der Schippach entsteht etwa 0,7 km ostnordöstlich der Miltenberg Einöde Geisenhof auf etwa 370 m ü. NHN in einem Streifen Wiesenau im Wald nordwestlich des Dellbuckels (403 m ü. NHN), just eben noch in der Teilgemarkung Windischbuchen der Gemeinde Eichenbühl. Mit zunächst kaum Gefälle fließt er leicht geschlungen nordwärts, lässt bald den Höhenwald hinter sich und erreicht nach etwa einem Kilometer das aufgelockert um seine Talsohle stehende Miltenberger Kirchdorf Schippach. Dort quert ihn die Kreisstraße MIL 13 von Eichenbühl-Heppdiel im Ostsüdosten in Richtung Miltenberg-Wenschdorf im Nordwesten.
Unterhalb von Schippach tieft sich der Bach stärker ein und der Wald zieht sich immer weiter die beiden Hänge herab, bis weniger als einen halben Kilometer nach der Schippacher Kläranlage auf etwa 306 m ü. NHN die begleitende Wiesenaue aussetzt. Nun fließt der Bach schlängelig, stellenweise sogar mäandrierend in geschlossenem Wald auf dem Grund eines vor allem linksseits am Steinheimer Berg steilen Kerbtales. Etwa zwei Kilometer weiter talabwärts öffnet sich der Talgrund ab etwa 196 m ü. NHN wieder für eine begleitende Wiese und weniger als einen halben Kilometer danach wechselt er auf die zentrale Teilgemarkung von Eichenbühl über.
An einem Hang begleitet den sich langsam nach Nordosten wendenden Bach nun ein schmaler Ackerstreifen. Am Austritt ins Tal der Erf unterquert er die diese begleitende St 507 Eichenbühl–Miltenberg und knickt für ein letztes kurzes Laufstück entlang dem Rand eines Gewerbegebietes von Eichenbühl  nach Nordwesten ab. Auf 146 m ü. NHN fließt er schließlich gegenüber den Talsportstätten von Eichenbühl von links in die untere Erf ein, nur etwa 200 Meter unterhalb des Zuflusses des Kohlbachs von der anderen Seite und einen Steinwurf davon entfernt, wo der Fluss auf Miltenberger Stadtgebiet übertritt.
Der Schippach mündet nach etwa 5,9 km langem Lauf mit mittlerem Sohlgefälle von rund 38 ‰ ungefähr 224 Höhenmeter unterhalb seines Waldursprungs. Außer kleinen kurzen Hanggerinnen hat er keine Zuflüsse.

### Einzugsgebiet
Der Schippach hat ein 9,4 km² großes Einzugsgebiet, das naturräumlich gesehen im Buntsandstein-Odenwald liegt, im oberen Teil bis zum Ort Schippach im Teilraum Vorland des Hinteren Odenwaldes, unterhalb im Teilraum Erfatal. Der höchste Punkt an der westlichen Wasserscheide südlich von Wenschdorf erreicht 473 m ü. NHN, die östliche ist meist deutlich tiefer als die westliche. Das Gebiet gehört überwiegend zur Stadt Miltenberg, daneben hat Eichenbühl nur einen kleineren Flächenanteile im Untertal bis zur Bachmündung sowie einen noch kleineren um den Bachursprung. Es dominieren die Waldflächen, während es offenes Gebiet vor allem um das Kirchdorf Schippach gibt, dort mit einem großen Ackeranteil, sowie im untersten Tal und am rechten Oberhang nahe Miltenberg Berndiel.
Die Besiedlung beschränkt sich auf den gewässerfernen Miltenberger Geisenhof, das Miltenberger Kirchdorf Schippach am Oberlauf und wenige Gewerbegebäude von Eichenbühl rechtsseits des untersten Laufes.
Reihum grenzen die Einzugsgebiete der folgenden Nachbargewässer an:
- Im Nordosten fließt der Bach durch die Berndielklinge etwas oberhalb des Schippachs in die Erf;
- Im Südosten entwässern die Bäche durch die Hötterichsklinge und die Niederbrunnklinge über den Kaltenbach noch weiter aufwärts in die Erf;
- im Süden liegt das Quellgebiet des ebenfalls den Kaltenbach erreichenden Bachs durch die Storchsklinge;
- im Südwesten liegen die Quellgebiete von hohen Zuflüssen des Wenschdorfer Bachs und von diesem selbst, der zur Mud fließt, ein Main-Zufluss nunmehr unterhalb der Erf;
- im Nordwesten fließt der Stephleinsgraben als deren letzter Zubringer zur Erf.

## Geologie
Der Schippach beginnt seinen Lauf in Schichthöhe des Oberen Buntsandsteins und hat sich bis zum Dorf Schippach schon in den Mittleren Buntsandstein eingegraben. Halben Wegs zwischen Schippach und der Mündung des Bachs liegt die Sohle seines Kerbtales dann im Unteren Buntsandstein. Schon etwas vor dieser letzten Schichtgrenze liegt an beiden steilen Talhängen viel Hangschutt. In seiner noch flachen Talmulde um den Ursprung auf der Odenwald-Hochebene wie in Mündungsnähe sind die mesozoischen Schichten mit Lösssediment aus dem Quartär überlagert. Der Talverlauf folgt vermutlich einer von Süden nach Norden ziehenden Störungslinie.

## Natur und Schutzgebiete
Das gesamte Einzugsgebiet liegt im Naturpark Bayerischer Odenwald, fast das ganze in einem darin eingerichteten Landschaftsschutzgebiet.

### BA
Amtliche Online-Gewässerkarte mit passendem Ausschnitt und den hier benutzten Layern: Lauf und Einzugsgebiet des Schippachs

Allgemeiner Einstieg ohne Voreinstellungen und Layer: BayernAtlas der Bayerischen Staatsregierung (Hinweise)
1. ↑  Höhe abgefragt auf dem Hintergrundlayer Amtliche Karte (Rechtsklick).
2. ↑  Höhe nach blauer Beschriftung auf dem Hintergrundlayer Amtliche Karte.
3. 1 2 3 4  Höhe nach schwarzer Beschriftung auf dem Hintergrundlayer Amtliche Karte.
4. ↑  Geologie nach dem Layer Geologischen Karte 1:500.000.
5. ↑  Schutzgebiete nach den einschlägigen Layern.

### LUBW
Amtliche Online-Gewässerkarte mit passendem Ausschnitt und den hier benutzten Layern: Lauf und Einzugsgebiet des Schippachs

Allgemeiner Einstieg ohne Voreinstellungen und Layer: Daten- und Kartendienst der Landesanstalt für Umwelt Baden-Württemberg (LUBW) (Hinweise)
1. ↑  Länge nach dem Layer Gewässernetz (AWGN), ergänzt um ein kleines, auf der Gewässerkarte nicht berücksichtigtes Anfangsstück, das auf dem Hintergrundlayer Topographische Karte abgemessen wurde.
2. ↑  Einzugsgebiet nach dem Layer Basiseinzugsgebiet (AWGN).

### Andere Belege
1. ↑  Otto Klausing: Geographische Landesaufnahme: Die naturräumlichen Einheiten auf Blatt 151 Darmstadt. Bundesanstalt für Landeskunde, Bad Godesberg 1967. → Online-Karte (PDF; 4,3 MB)